# Třída Ščuka
Třída Ščuka (česky: Štika, jinak též třída Šč) byla třída středních ponorek Sovětského námořnictva z období druhé světové války.

## Stavba
Plavidla byla vyráběna v několika sériích v loděnicích No. 189, 190, 194 v Leningradu, No. 112 v Gorkém, No. 200 v Nikolajevu a No. 202 ve Vladivostoku. Počáteční označení ponorek vycházelo z jejich zařazení takto: 1 - Tichooceánské loďstvo, 2 - Černomořské loďstvo, 3 - Baltské loďstvo a 4 - Severní loďstvo. Celkem bylo vyrobeno 86 kusů. 